# Burgunden

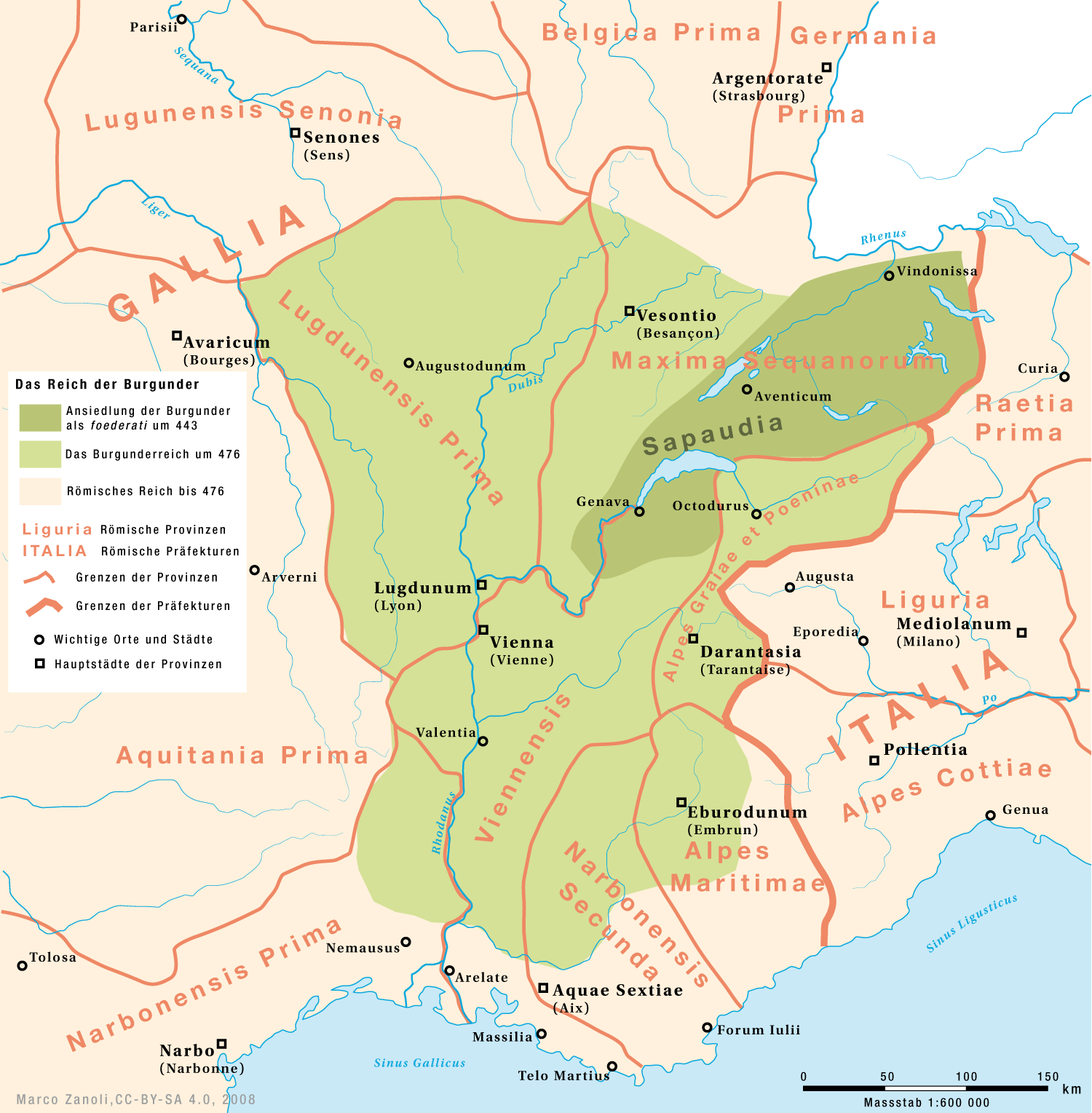
Das Reich der Burgunden zwischen 443 und 476 n. Chr.

Das Volk (lateinisch gens) bzw. der Kriegerverband der Burgunden, auch Burgunder, wird traditionell den Ostgermanen zugerechnet. In der Spätantike begründeten burgundische Krieger an der Rhone ein eigenständiges Föderatenreich, das im 6. Jahrhundert im Frankenreich aufging. Zuvor war der Versuch, ein burgundisches regnum am Rhein zu etablieren, im Jahr 436 gescheitert.

## Herkunft – frühestes Auftreten
Plinius der Ältere erwähnte die Burgunden zuerst (als Burgundiones, Lesart auch Burgodiones) und bezeichnete sie als Teilvolk der Vandilier. Tacitus nennt diesen Namen nicht. Die wichtigste historische Nachricht über die ursprünglichen Siedlungsgebiete der Burgunden überlieferte der Geograf Claudius Ptolemäus für die Mitte des 2. Jahrhunderts. Danach lebten sie östlich der Semnonen und nördlich der Lugier zwischen der Vistula (Weichsel) und dem die westliche Grenze bildenden Fluss Suebus (Oder-Spree-Havel-Unterlauf), das heißt im heutigen westlichen Polen (Hinterpommern) und Teilen Brandenburgs.

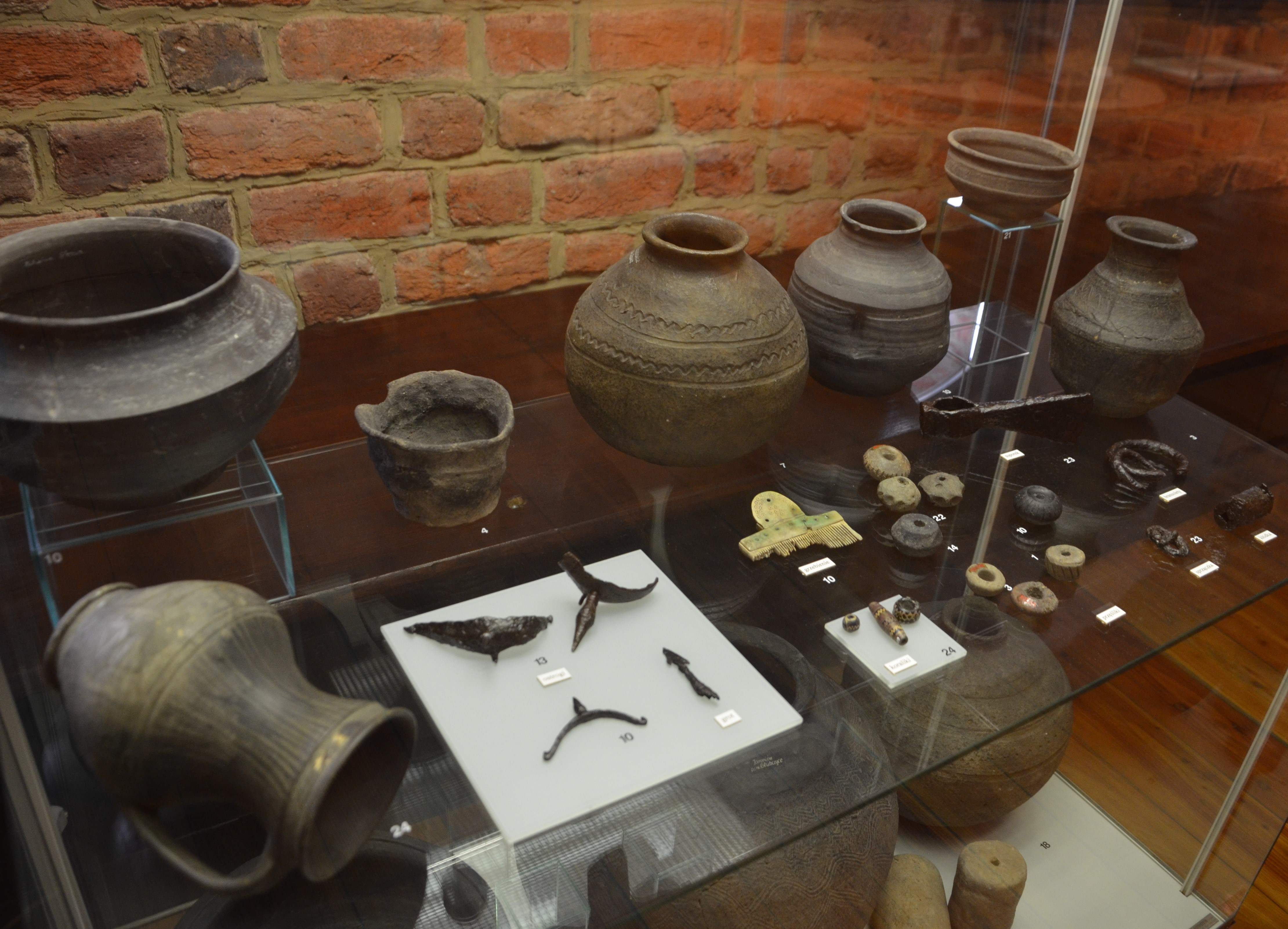
Burgunder Funde der Luboszyce-Kultur in spätrömischer Zeit (3. bis 5. Jahrhundert n. Chr.)

Archäologisch gesehen sind die frühesten Siedlungsgebiete der von Tacitus nicht erwähnten Burgunden vielleicht in einer Kulturgruppe fassbar, die als Lebus-Lausitz-Gruppe oder Luboszyce-Kultur bezeichnet wird und die ihren Schwerpunkt an der mittleren Oder in den Gebieten des heutigen Brandenburg, Westpolen (Hinterpommern) und der Lausitz hatte. Vurgundaib nennt Paulus Diaconus ein Gebiet in dieser Großregion, in dem sich die Langobarden auf ihrem Marsch von der mittleren Elbe nach Pannonien zeitweise aufhielten.
Nach Ptolemäus reichte das Territorium der Burgunden bis zur Weichsel; südlich schloss sich der Lugierbund an. Östlich der Weichsel im Sarmatenland siedelten laut Ptolemaios von Nord nach Süd die Veneder (an der Küste), die Gythonen (Goten), und noch weiter südlich die Frugundionen, die möglicherweise ein Teilstamm der Burgunden waren, die sich auf der Suche nach Schutz vor den Vandalen den Goten angeschlossen hatten. Der Historiker Zosimos (um 500) erwähnt solche Splittergruppen, Urugunden genannt, beim Einfall verschiedener Völker in das Römische Reich an der unteren Donau um 256/257. Diese östliche Gruppe von Burgunden scheint sich bis ins Gebiet des Asowschen Meeres ausgebreitet und vollkommen mit den Hunnen assimiliert zu haben, nachdem sie um 291 von den Goten fast vollständig geschlagen wurden. Wie bei allen spätantiken gentes ist allerdings auch bei den Burgunden davon auszugehen, dass nicht ganze „Völker“ wanderten, sondern nur kleine Gruppen, wobei im Erfolgsfall größere Verbände entstehen konnten, die sich immer wieder neu zusammensetzten und dabei auf einen „Traditionskern“ beriefen, zu dem insbesondere ein älterer, prestigeträchtiger Name („Goten“, „Burgunden“ etc.) gehörte. Die moderne Forschung (Herwig Wolfram u. a.) nimmt zudem an, dass diese „Großstämme“ zumeist erst durch den Kontakt mit dem Römischen Reich entstanden.
Der Name der Insel Bornholm lautete nach dem 8. Jahrhundert altnordisch Burgundarholmr („Insel der Burgunden“). Die Insel galt seitdem als Zwischenstation auf deren Wanderung ins Weichselgebiet. In der modernen Forschung wird die These einer Zwischenstation abgelehnt; auch die Herkunft der Burgunden aus Bornholm ist umstritten.

## Völkerwanderung

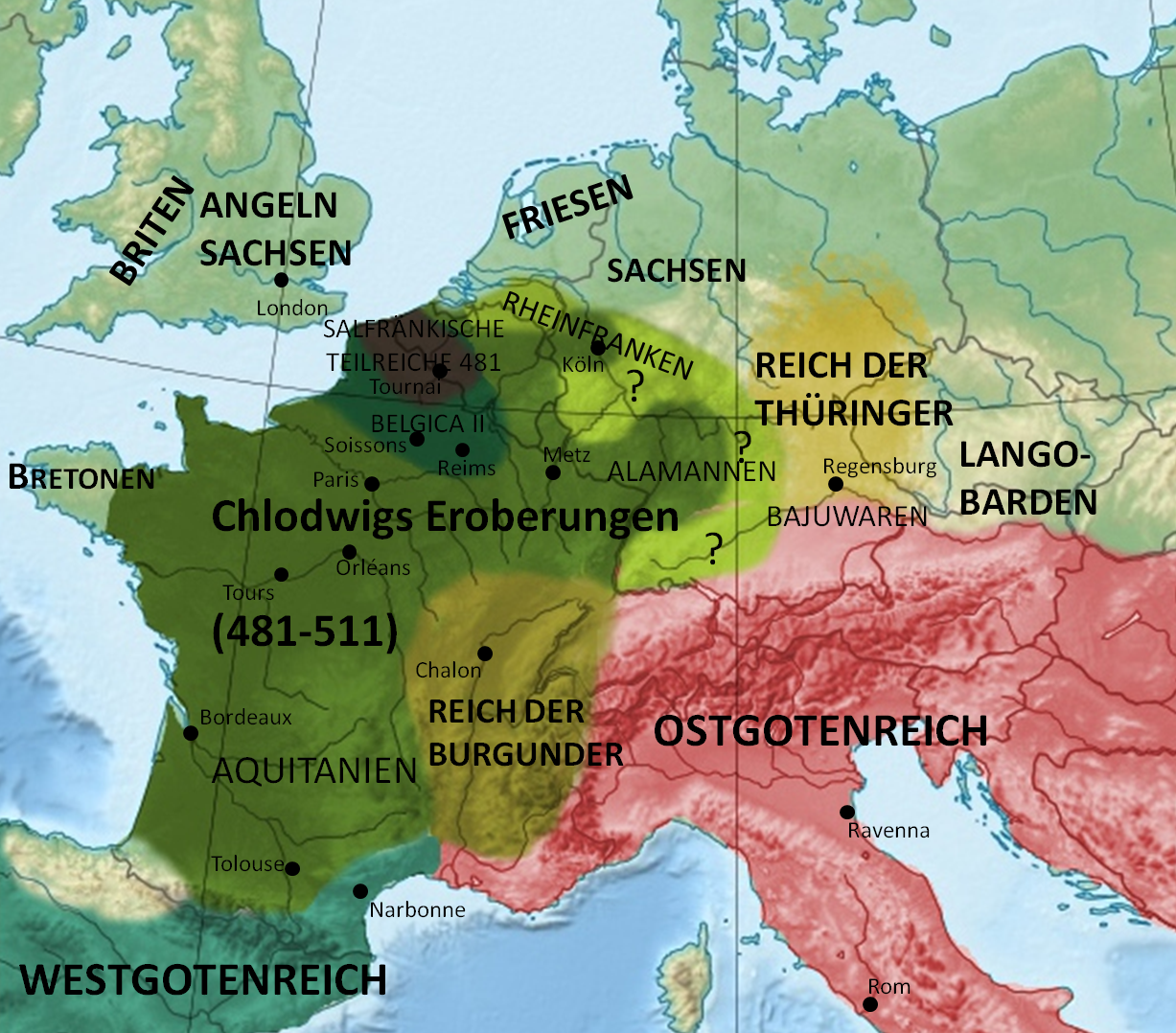
Das Reich der Burgunden im Jahr 511, zwischen Frankenreich und Ostgotenreich

Im Zuge der Südbewegung verschiedener germanischer Gruppen verließen wohl auch Teile der Burgunden ihre Siedlungsgebiete an der Oder. Die erste sichere Erwähnung von Kriegergruppen, die sich selbst als Burgundi bezeichneten, im Rhein-Donau-Gebiet gehört in das Jahr 278, als sie mit Vandalen verbündet unter dem Anführer Igillos  von den Römern unter Kaiser Probus am Fluss Ligys (wohl der Lech bei Augsburg) geschlagen wurden. Diese Niederlage führte offenbar dazu, dass Burgunden in der Folgezeit als östliche oder nördliche Nachbarn der Alamannen auftraten und die Gebiete am Main besiedelten, die durch den Abzug der Alamannen ins Dekumatland ausgedünnt waren. Im Jahre 286 fielen Burgunden gemeinsam mit Alamannen, Herulern und Chaibonen in linksrheinisches Gebiet (Gallien) ein. Nur kurz darauf, im Jahr 291 wird zum ersten Mal über Streitigkeiten zwischen Burgunden und Alamannen berichtet, als Burgunden offenbar in Gebiete der Alamannen einfielen. Als sich im vierten Jahrhundert die Feindseligkeiten zwischen Römern und Alamannen verstärkten, traten Burgunden zunehmend als Verbündete der Römer gegen die Alamannen auf. Nach dem Abzug eines großen Teiles der römischen Truppen vom Rhein im Jahr 401 war der Weg über den Fluss frei. Der Übergang bei Mainz am 31. Dezember 406 (siehe Rheinübergang von 406) setzte vermutlich die Landnahme des nördlichen Alamannenlandes bis zum unteren Neckarbergland voraus. Die verbliebenen römischen Truppen und die in weströmischen Diensten kämpfenden Franken wurden von Vandalen, Sueben, Alanen und Burgunden überrannt (siehe auch Völkerwanderung). Die Gründe hierfür sind umstritten. Mehrere Forscher glauben, die Burgunden und Vandalen seien ihrerseits vor angreifenden Hunnen geflohen, andere hingegen vermuten einen Zusammenhang mit den Bürgerkriegen, die damals im Weströmischen Reich wüteten.
Wo genau die Siedlungsgebiete der Burgunden vor 406 lagen, ist trotz intensiver Forschung immer noch weitgehend unbekannt. Aus den Gebieten um Kocher und Jagst liegen keine entsprechenden ostgermanischen Funde vor, obwohl in dieser Gegend häufig jene Salzquellen gesucht werden, um die Burgunden und Alamannen in der zweiten Hälfte des 4. Jahrhunderts nach Ammianus Marcellinus kämpften. Ostgermanische Funde auf der Wettenburg bei Urphar deuten jedoch darauf hin, dass dort burgundische Einheiten in römischen Diensten stationiert waren. Sogar der Sitz eines burgundischen rex bzw. ein ostgermanisch-burgundisches Föderaten-Lager wurde dort vermutet. Wahrscheinlich lag das burgundische Territorium seit dem Ende des 4. Jahrhunderts im Mainmündungsgebiet und im Bereich vom unteren Neckar bis zum Rhein.

## Burgundenreich am Rhein
Burgundische Krieger zogen nach dem Rheinübergang nicht weiter nach Gallien, sondern schlossen wie auch die Alamannen und Franken einen Vertrag (foedus) mit dem römischen Usurpator Konstantin III., der ihnen im Gegenzug annona zusicherte. Wo genau sie sich allerdings in der Folgezeit niederließen, ist umstritten. Nach Olympiodoros von Theben (dessen Werk aber nur fragmentarisch erhalten ist) erhoben im Jahr 411 Burgunden unter ihrem Anführer Gundahar (auch als Gundihar oder Gunthahar überliefert) gemeinsam mit Alanen unter Goar in Mundiacum in der Provinz Germania II den Gallorömer Jovinus zum Gegenkaiser. Die ältere Forschung hat dies in der Regel dahingehend „verbessert“, dass das unbekannte Mundiacum mit Moguntiacum (= Mogontiacum bzw. Mainz) in der Provinz Germania I gleichgesetzt wurde. Dies wird mittlerweile jedoch teils in Frage gestellt. Ergänzt werden die spärlichen literarischen Hinweise auf ein Burgundenreich am Rhein ansonsten nur durch die Notiz des Chronisten Prosper Tiro von Aquitanien zum Jahr 413 über die Ansiedlung von burgundischen Kriegern am Rhein. Dabei wurde der Bündnisvertrag offenbar noch einmal erneuert, diesmal allerdings mit dem legitimen Kaiser Flavius Honorius als Vertragspartner, und die Burgunden verpflichteten sich, gemeinsam mit weströmischen Truppen als foederati die Rheingrenze zu sichern. 
Etwa 20 Jahre lang funktionierte dieses Arrangement recht gut, und Westrom konnte den Rhein noch einmal in seiner ganzen Länge beherrschen. Nach Ansicht einiger Forscher lassen sich burgundische Hilfstruppen archäologisch in römischen Grenzkastellen (etwa in Gellep-Stratum, möglicherweise auch in Altiaia) nachweisen. Orosius († um 418) behauptete in seinen letzten Lebensjahren, die Burgunden seien nunmehr Christen und überdies keine Feinde mehr, sondern Beschützer der Römer (Hist. adv. pag. 7,32). Vermutlich um diese Zeit entstand auch die von Orosius in diesem Zusammenhang überlieferte, aber falsche Etymologie des Namens Burgundi als „diejenigen, welche die burgi (Kastelle) besetzen“.
Doch Gundahars Bemühungen, seinen Machtbereich unter Ausnutzung erneuter innerrömischer Konflikte nach Westen (in die Provinz Belgica I) auszudehnen, brachte die Burgunden schließlich in Konflikt mit den Römern. Im Jahr 435 wurde ein burgundisches Heer vom weströmischen Heermeister Aëtius besiegt und musste sich wieder in die Germania I zurückziehen. Ein Jahr darauf wurde das Burgundenreich am Rhein von hunnischen Hilfstruppen Westroms endgültig vernichtet, wobei Gundahar getötet wurde. Dieses Ereignis stellt den historischen Kern der Nibelungensage und dem Nibelungenlied dar, wobei Attila, das Vorbild für den mittelhochdeutschen Etzel bzw. altnordischen Atli der Sage, in Wahrheit keine Rolle beim Untergang des rheinischen Burgundenreiches spielte. Gundahar wurde in der Sage als König Gunther bezeichnet.
Das um 1200 entstandene Nibelungenlied nennt dieses Volk Burgonden und seinen König Gunther, dessen Sitz in Worms verortet wird. Das Burgund des 12. Jahrhunderts lag jedoch um Arles (Königreich Arles) sowie weiter nördlich (Herzogtum Burgund in der Region um Dijon), während die Burgunden des 5. Jahrhunderts einige Jahre nach der Zerschlagung ihres Reichs am Rhein in der Gegend südlich des Genfer Sees angesiedelt wurden (siehe unten). Um die Unterschiede zu betonen, ist es in der Forschung üblich, nur das Volk der Nibelungensage als Burgunden, das historische Volk hingegen als Burgunder zu bezeichnen.

## Umsiedlung nach Savoyen, Ausdehnung ins Rhonetal, Biel und Frankreich

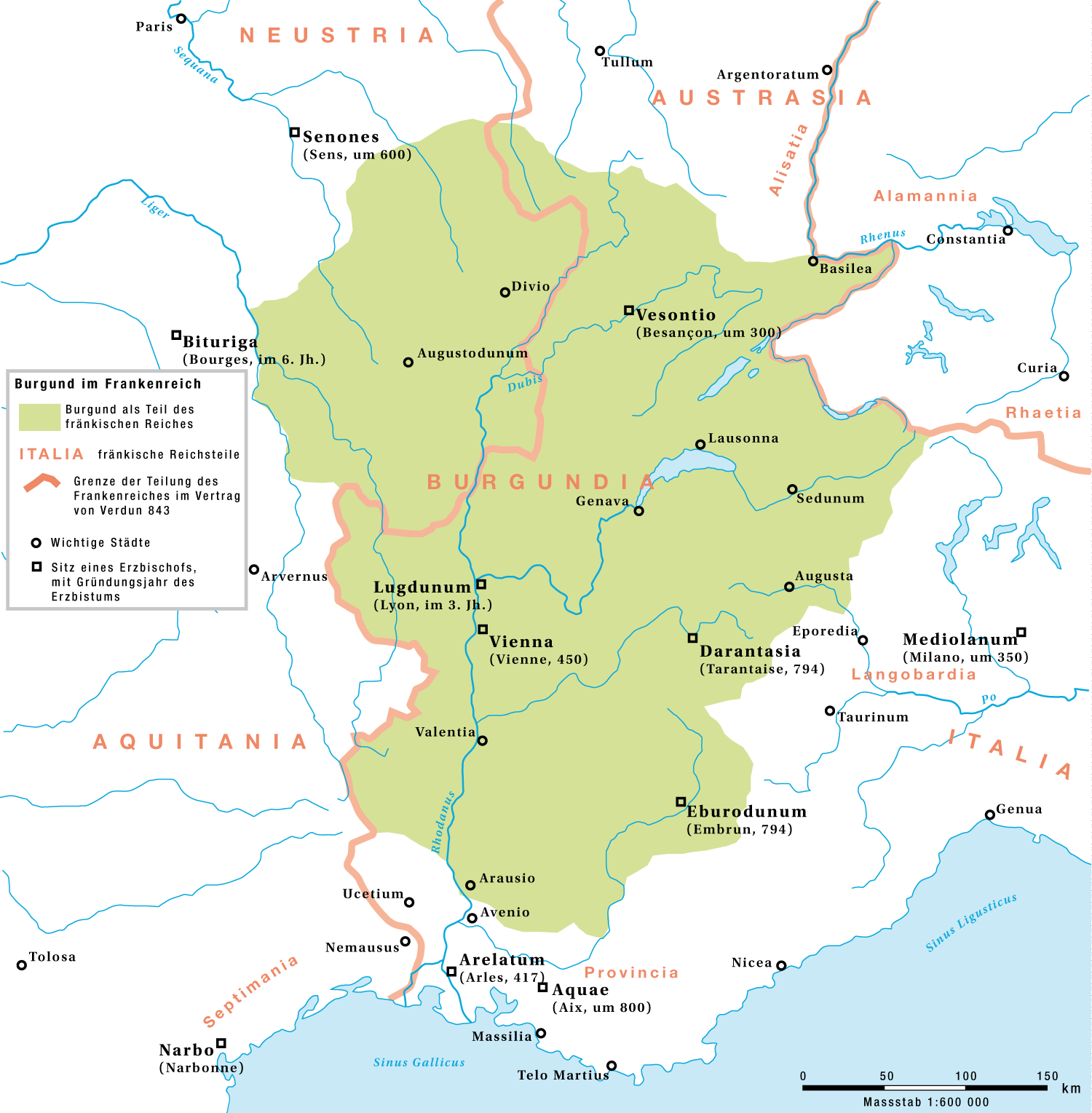
Burgund als Teil des fränkischen Reiches

Einige Jahre nach der katastrophalen burgundischen Niederlage gegen die Römer und Hunnen im Jahr 436 hatten sich die überlebenden Krieger neu formiert und strebten danach, wieder in kaiserliche Dienste zu treten. Dies war der Anlass ihrer wahrscheinlich nach römischem Einquartierungsrecht vollzogenen Ansiedlung im Jahre 443 als foederati in der heutigen Westschweiz und der Sapaudia. Diese südöstliche Region der Provinz Maxima Sequanorum umfasste das Gebiet von Genf, Hochsavoyen, die Westschweiz und Teile des schweizerischen Mittellandes bis an die Mündung der Aare in den Rhein, vielleicht sogar bis in den Bodenseeraum. Ein Versuch der Ausdehnung in Richtung Mittelmeer scheiterte bald darauf am Widerstand der dort bereits siedelnden Westgoten. 451 kämpften die Burgunden an der Seite von Aëtius auf den Katalaunischen Feldern gegen Attila. Danach kam es zu einer engeren Anlehnung an das Römische Reich und ab etwa 500 zum teilweisen Zusammenschluss mit fränkischen Gruppen. Nachdem das immer gespannte Verhältnis zu den Goten kurzfristig entspannter gewesen war, wurden die Burgunden 507/8 von dem König des Ostgotenreichs, Theoderich dem Großen, militärisch geschlagen. Kurz darauf gelang ihnen unter König Gundobad aber eine erneute Ausweitung des Herrschaftsgebietes entlang der Rhône.
Das Reich umfasste außer der heutigen Westschweiz und dem heutigen Burgund in Frankreich auch Deutschschweizer Teile westlich von Solothurn zwischen Jura und Aare einschließlich Basel, Biel, Bern, Fribourg, das Wallis, Aosta, Savoyen, die Dauphiné und das Rhônetal bis hinunter nach Avignon. Gundobad ließ 516 das in seinem Land geltende Recht niederschreiben, die Lex Burgundionum, eine Mischung aus römischem Provinzrecht und germanischen Einflüssen. Die Burgunden wurden von der romanischen Bevölkerung recht schnell assimiliert. Ihre Einwanderung in die Schweiz und nach Burgund bewirkte keine langfristige Verschiebung der Sprachgrenze, anders als die nachfolgende Einwanderung der Alamannen. Zum oströmischen Kaiser, dem formellen Oberherrn, unterhielt man insgesamt gute Beziehungen, was sich unter anderem darin ausdrückt, dass die reges der Burgunden den Titel eines magister militum (Heermeisters) verliehen bekamen.
Unter den folgenden Herrschern Sigismund, dem ersten Burgunden, der zudem den hohen römischen Ehrentitel eines Patricius trug, und Gundomar wurde das Burgundenreich wieder verstärkt in den Konflikt zwischen Franken und Ostgoten verwickelt, wechselte aber die Seiten. 523 und 524 griffen die fränkischen Merowinger das Burgunderreich an, das sich nun schutzsuchend an das Ostgotenreich Theoderichs des Großen in Italien anlehnte. Nach Theoderichs Tod 526 unterlagen die Burgunden 532 in der entscheidenden Schlacht von Autun endgültig den Franken und mussten die politische Selbstständigkeit aufgeben. Das Reich teilten die Frankenkönige Chlothar I., Childebert I. und Theudebert I. unter sich auf. Innerhalb des fränkischen Reiches bestand weiterhin ein Reichsteil, der als Burgundia bezeichnet wurde – der Name sollte im Mittelalter dann zu Berühmtheit gelangen.

## Zeittafel
- um 150 breiten sich Burgunden möglicherweise unter dem Druck der Goten westlich der Oder aus
- 278: Vorstoß einiger Gruppen bis an die römische Grenze
- um 290: Verdrängung der Alemannen aus dem Neckar-Taunus-Raum
- 406/407: nach dem Rückzug der Römer überschreiten die Burgunden zusammen mit den Vandalen den Rhein
- 413 wird ihnen als römische Bundesgenossen ein Gebiet am Rhein vertraglich zugesichert
- 435 Einfall der Burgunden in die römische Provinz Belgica
- 436 Zerstörung des rheinischen Burgundenreiches durch den weströmischen Heermeister Aëtius, der dafür hunnische Hilfstruppen einsetzt. Das Nibelungenlied hat diese Ereignisse als Heldensage verarbeitet.
- 443: die verbliebenen Burgunden werden durch Rom ins Gebiet des Rhone-Tals umgesiedelt und gründen dort später ein neues Reich
- 532 geht das Burgundenreich im Frankenreich auf und bildet dort neben Austrien und Neustrien einen eigenen Reichsteil
- Das Königreich Burgund geht ab 737 für Jahrhunderte in Neustrien auf. Der Name bleibt aber erhalten.

## Stammliste der Könige
- Gibica, nicht sicher belegter König der Burgunden Ende des. 4. Jahrhunderts

1. Gundahar, 411 bezeugt, X 436 gegen hunnische Hilfstruppen im römischen Dienst (foederati), König
  1.  ? Gundioch; † um 473, wohl aus der Familia Gibicas, nach 436 König der Burgunden, Magister militum 456; ⚭ NN, Schwester Ricimers
    1. Chilperich II. (Hilperik); † ca. 476
      1. Chrotechildis (Hrodehildis), * um 474; † 3. Juni 544, christlich, ⚭ um 493 Chlodwig I., König der Franken; † 27. November 511 (Merowinger)

    2. Godomar I.; † 476
    3. Gundobad; † 516, König in Lyon, seit 501 in ganz Burgund, Arianer, Patricius 472–474
      1. Sigismund der Heilige; † ermordet 1. Mai 524, katholisch, 501 Teilkönig in Genf, König von Burgund 516, Patricius; ⚭ Ostrogotha, Tochter von König Theoderich dem Großen (Amaler)
        1. Gisald († 1. Mai 523/24), ermordet mit seinem Vater auf Befehl von Chlodomer
        2. Gondebaud († 1. Mai 523/24), ermordet mit seinem Vater auf Befehl von Chlodomer
        3. Sigrich; † 523 ermordet im Auftrag des Vaters
        4. Suavegotta; ⚭ 517 Theuderich I., König der Franken; † 533 (Merowinger)

      2. Godomar II., 524 König von Burgund, 533 von den Franken gefangen

    4. Godegisel, * 443; † ermordet 501, König in Genf, katholisch ⚭ Theodelinde

  2.  ? Chilperich I.; † um 480, 457 als König bezeugt, um 473 Magister militum Galliarum; ⚭ um 471 Caratene